# Columbo: Schwanengesang
Schwanengesang (Originaltitel: Swan Song) ist eine erstmals im Rahmen der NBC-Sunday-Mystery-Movie-Serie gesendete Episode der Kriminalfilm-Reihe Columbo aus dem Jahr 1974. Die deutschsprachige Erstausstrahlung der siebenten Folge der dritten Staffel folgte 1977 im Deutschen Fernsehen. Der US-amerikanische Country-Sänger Johnny Cash verkörpert als Gospel-Sänger Tommy Brown den Gegenspieler von Inspektor Columbo, dargestellt von Peter Falk.

## Handlung

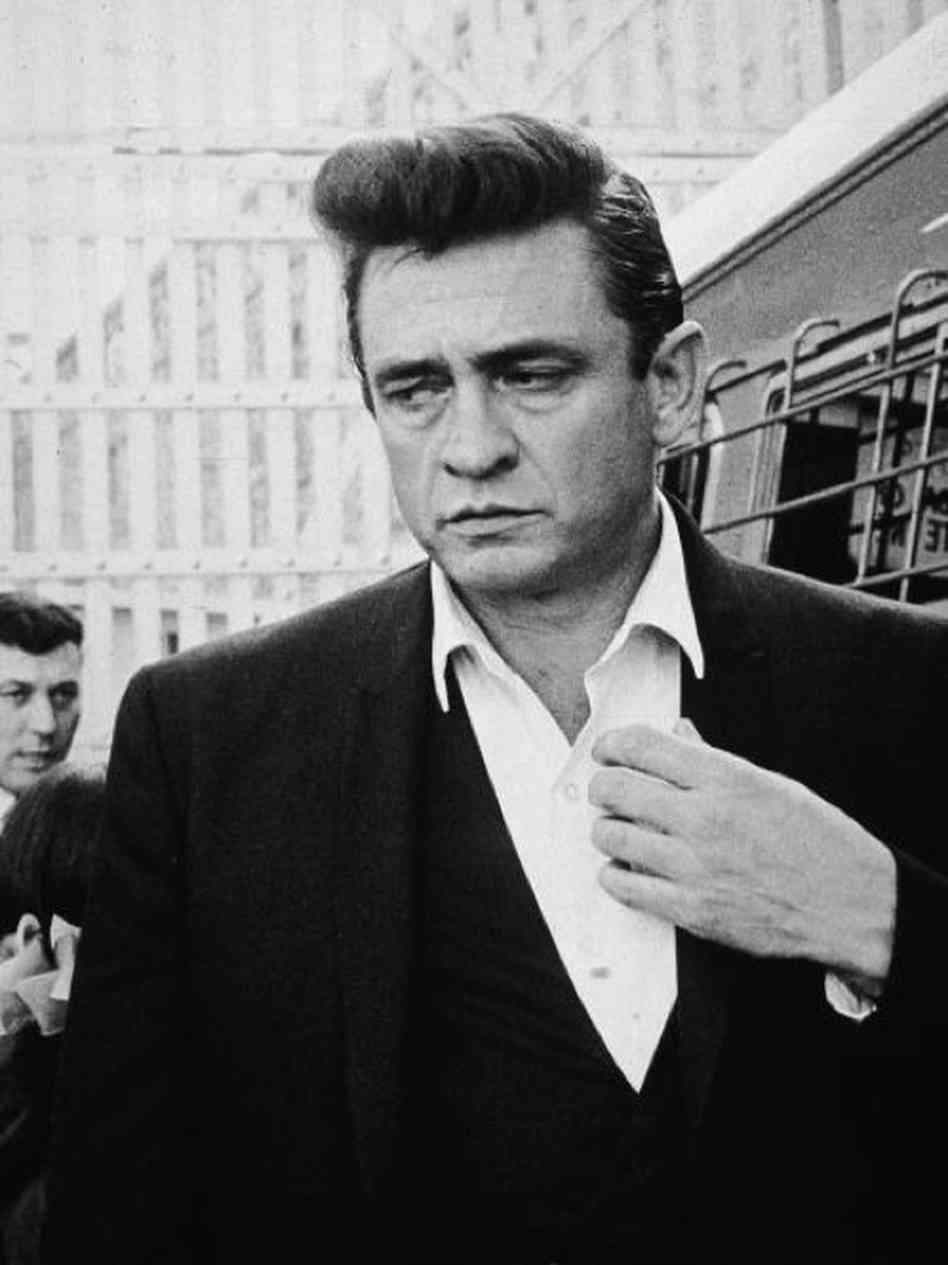
Johnny Cash spielte als Gospel-Sänger Tommy Brown den Mörder

Tommy Brown ist ein beliebter Country-Sänger, der bei seinen Auftritten vom Gospelchor „The Lost Soul Crusaders“ begleitet wird. Zur weiblichen Chorbesetzung gehört auch seine tyrannische Ehefrau Edna, die sämtliche Einnahmen in christlich-missionarische Projekte sowie den Bau eines mehrere Millionen US-Dollar teuren Tempels investiert. Nach einem ausverkauften Konzert in Bakersfield fordert Brown wieder einmal vergeblich eine umfangreichere Beteiligung am finanziellen Erfolg. Doch Edna bleibt unnachgiebig, seitdem sie weiß, dass ihr Mann sich vor einigen Jahren der Unzucht mit der damals minderjährigen Sängerin Maryann Cobb schuldig gemacht hat. Mit dem Makel eines ehemaligen Häftlings kann er gegen die Erpressung nicht vorgehen, ohne Gefahr zu laufen, seine eigene Karriere zu ruinieren. Ausweglos setzt Brown seinen vorbereiteten Mordplan in die Tat um. Als lizenzierter Pilot steuert er am späten Abend sein Privatflugzeug trotz schlechten Wetters mit Edna und Maryann an Bord nach Los Angeles, der nächsten Station ihrer Tournee. Unter dem Vorwand, die Heizung sei defekt, reicht er beiden mit Schlafmittel versetzten Kaffee aus einer Thermoskanne. Anschließend wirft er den Behälter aus dem Fenster und springt mit einem Fallschirm ab, den er zuvor anstelle der Luftfahrtkarten in seinem Pilotenkoffer verstaut hat. Während das Flugzeug beim Aufschlag auf dem Boden des bergigen Geländes Feuer fängt, landet Brown unsanft in der Nähe der Absturzstelle und bricht sich das Bein. Bevor er sich mühsam zum Wrack schleppt und das Bewusstsein verliert, versteckt er den Fallschirm in einem hohlen Baumstamm.
Im Krankenhaus gibt Brown den Ausfall sämtlicher elektronischer Instrumente als Unglücksursache an. Der offizielle Ermittler der Flugsicherheitsbehörde, Roland Pangborn, hält einen Pilotenfehler infolge der widrigen Bedingungen für denkbar. Am Unfallort trifft auch Inspektor Columbo ein, der dem von Ednas Bruder Luke Basket geäußerten Verdacht nachgeht, Brown habe das Flugzeug absichtlich zum Absturz gebracht, um die beiden Frauen zu ermorden. Vor der ersten Befragung durch den Inspektor wird Luke handgreiflich gegenüber Brown und wirft ihm anlässlich eines Privatkonzertes im Garten des angemieteten Hauses pietätloses Verhalten vor. Tatsächlich gibt es einige Anhaltspunkte für Lukes Vermutung. Aus welchem Grund befindet sich keine Asche der verbrannten Luftfahrtkarten in der Navigationstasche? Weshalb war der Sicherheitsgurt am Pilotensitz im Gegensatz zu den hinteren Plätzen für die Passagiere nicht geschlossen? Und warum legte Brown vor genau diesem Flug großen Wert darauf, dass seine einzigartige Gitarre von Luke im Tourbus transportiert wird? Obwohl Brown zunächst schlüssige Erklärungen liefern kann, bleibt eine weitere zentrale Frage unbeantwortet: Die von einem Mechaniker vor dem Abflug beobachtete Thermosflasche wurde bislang nicht in den Trümmern aufgefunden.
Nachdem Columbo von Brown über dessen fliegerische Ausbildung im Rahmen des Koreakrieges erfahren hat, erkundigt er sich bei Colonel Mayehoff, einem Veteranen der Luftwaffe. Browns ehemaliger Vorgesetzte berichtet, sein Schützling sei damals für die Fallschirmsprungausrüstung verantwortlich gewesen. Später erhält der Inspektor von einer Schneiderin aus der Kostümabteilung des Chores einen weiteren wichtigen Hinweis, als sie konsterniert das Fehlen einiger Stoffbahnen aus ihrem Vorrat beklagt. Ein sorgfältig gepackter Fallschirm mit dieser reduzierten Fläche würde zusammen mit einem handgefertigten Spezialgurt zwar in einen Pilotenkoffer passen, die daraus resultierende erhöhte Fallgeschwindigkeit aber höchstwahrscheinlich Knochenbrüche bei der Landung nach sich ziehen. Vor dem Hintergrund der gewonnenen Erkenntnisse ordnet Columbo eine Autopsie der Leichen an. Die Ergebnisse lassen auf die Einnahme von Barbituraten schließen, wobei die angebliche Begründung Browns, das Medikament zur Behandlung der Reisekrankheit verabreicht zu haben, aufgrund der hohen Dosierung nicht plausibel erscheint.
Columbo behauptet, eine unbekannte Person könnte Brown nach dem Leben getrachtet und versucht haben, ihn selbst unter Drogen zu setzen. In Wirklichkeit benutzt er diesen Vorwand, um für den nächsten Tag eine systematische Überprüfung des Geländes unter Einsatz von Pfadfindern zu veranlassen und den Verdächtigen damit zum Handeln zu zwingen. Brown muss befürchten, dass anstelle der Thermoskanne der versteckte Fallschirm von der Suchmannschaft aufgespürt wird. Unerwarteterweise kündigt der Sänger jedoch an, noch am Nachmittag nach San Francisco zum Auftakt seiner mehrmonatigen Tournee fliegen zu wollen. Der ungläubige Inspektor folgt ihm zum Flughafen, in der festen, aber letztlich unzutreffenden Überzeugung, er würde das Flugzeug niemals betreten. In der Nacht fährt Brown in das bewaldete Gebiet, um den Fallschirm an sich zu nehmen. Bevor er das Beweisstück in den Kofferraum legen kann, wird er von Columbo überrascht, der mit dem Erscheinen gerechnet hat. An der Sicherheitsschleuse des Flugsteiges war ihm ein Fahrzeugschlüssel mit dem markanten Anhänger einer Mietwagenfirma aufgefallen, den Brown vorübergehend neben dem Metalldetektor ablegen musste. Demnach ist er unmittelbar nach dem Hinflug sofort wieder zurückgekehrt, weil er den Schlüssel andernfalls vorher abgegeben hätte. Erleichtert akzeptiert Brown seine Niederlage und gesteht die Tat.

## Hintergrund
Johnny Cash ließ im Film einige musikalische Einlagen in die Handlung einfließen. Dazu gehören die Songs I Saw the Light und Sunday Morning Coming Down. Außerdem wurden Aufnahmen eines echten Cash-Konzertes in die zu Filmbeginn gezeigte Show in Bakersfield eingefügt.

## Besetzung und Synchronisation
Die deutschsprachige Synchronfassung entstand bei der Studio Hamburg Synchron.
| Figur              | Darsteller       | Deutscher Sprecher |
| ------------------ | ---------------- | ------------------ |
| Lieutenant Columbo | Peter Falk       | Klaus Schwarzkopf  |
| Gaststars          |                  |                    |
| Tommy Brown        | Johnny Cash      | Thomas Braut       |
| Edna Brown         | Ida Lupino       | Gisela Trowe       |
| Roland Pangborn    | John Dehner      | Alf Marholm        |
| J. J. Stringer     | Sorrell Booke    |                    |
| Luke Basket        | Bill McKinney    | Reiner Brönneke    |
| Weitere Darsteller |                  |                    |
| Mr. Grindell       | Vito Scotti      | Christoph Bantzer  |
| Tina               | Janit Baldwin    |                    |
| Colonel Mayehoff   | John Randolph    | Otto Kuhlmann      |
| Maryann Cobb       | Bonnie Van Dyke  |                    |
| Jeff               | Doug Dirkson     | Lutz Mackensy      |
| Fernsehreporter    | Larry Burrell    | Peter Kirchberger  |
| Polizei-Pilot      | Tom McFadden     | Hubert Suschka     |
| Manager            | Harry Harvey Sr. | Hans Hessling      |

## Rezeption
Die Fernsehzeitschrift TV Spielfilm vergab eine positive Wertung (Daumen hoch): „Duell zweier zerknitterter Ikonen.“
Der Autor Michael Striss wertete mit drei von vier Sternen (sehr empfehlenswert). Er sprach dem Film aufgrund der Nebenfiguren am Rande der Hauptgeschichte Überlänge ab. Zudem trete der sich selbst spielende Johnny Cash authentisch auf: „Auch diese Episode leidet wahrlich nicht unter der Streckung auf neunzig Minuten. Gerade die Szenen auf Nebenschauplätzen machen ihren Reiz aus. Dabei laufen dem Inspektor diesmal gleich drei skurrile Zeitgenossen über den Weg. Ein militärisch steifer Colonel (John Randolph) klärt den Unbedarften über den Unterschied zwischen einer »Fahne« und einer »Flagge« auf. Eine Näherin (Lucille Meredith), deren Mann halb Italiener und halb Skandinavier war, prüft die Sauberkeit der Hände Columbos. Sie hält ihn für einen Inspektor des Finanzamtes oder des Sittendezernats. […] Unübertroffen aber ist wieder einmal Vito Scotti, hier als Bestattungsunternehmer Mr. Grindell. Er überreicht dem Inspektor seine Karte und baut zunächst scheinbar harmlos ein Gespräch auf, an dessen Ende Columbo wirklich um sein Leben fürchten muss. […] Johnny Cash ist natürlich kein Charakterdarsteller. Da er aber im wirklichen Leben ein bedeutender, stets in Schwarz gekleideter Country-Sänger mit christlichem Hintergrund war, wirkt er in der Rolle eines bedeutenden, stets in Schwarz gekleideten Countrysängers mit christlichem Hintergrund durchaus glaubwürdig und stellt somit eine Idealbesetzung dar.“
Der Autor Uwe Killing stellte darüber hinaus die besonderen Charaktereigenschaften des Inspektors heraus: „Auch wenn Cash kein großer Schauspieler ist, überzeugt die Authentizität seiner Darstellung, die er mit Kostproben aus Konzerten ergänzt. Es ist ein außergewöhnlicher Fall, der zudem eine Facette von Columbo besonders stark hervorhebt: sein Mitgefühl für den Täter. […] Columbo ist ein offener, vorurteilsfreier Mensch, der im Grunde mit jedem Fall auch eine persönliche Entwicklung durchmacht. Er handelt trotz seiner klaren Wiedererkennungsmerkmale nicht stereotyp. Das ist auch etwas, das ihn von vielen anderen Serienhelden unterscheidet.“
Der Autor Mark Dawidziak sah die Aufblähung der Spieldauer wieder einmal kritisch: „Diesmal trifft Columbo auf einen Mörder, der ein ebenso ehrlicher und unkomplizierter Arbeiter ist wie er. Und Columbo lernt Tommy Brown sowie seine Musik zu mögen. Wie Adrian Carsini in Wein ist dicker als Blut ist Tommy bereit, vollumfänglich zu gestehen, als Columbo ihn in die Enge treibt. Er verspürt Erleichterung. Columbo empfindet etwas Bedauern. Allerdings gelingt es Schwanengesang nicht ganz so gut wie Wein ist dicker als Blut, die zweistündige Laufzeit zu rechtfertigen. Obwohl es sich um keine schlechte Folge handelt, ist sie zu lang und etwas unruhig. Wieder einmal stand Regisseur Nicholas Colasanto (Etüde in Schwarz) vor der Herausforderung, eine ursprünglich neunzigminütige Geschichte auf zwei Stunden auszudehnen. Dennoch hat die Folge einiges zu bieten, was nicht zuletzt das Werk des Country-Western-Giganten Johnny Cash ist. Anstatt einen Schauspieler zu casten, der sich Nashville annähern könnte, entschieden sich Hargrove und Kibbee für das Original. […] Obwohl er nicht die gleiche Klasse wie Donald Pleasence, José Ferrer und Jack Cassidy besitzt, war es die klügste Entscheidung, Cash einen Country-Sänger spielen zu lassen, der sich grundsätzlich schwarz kleidet. Als Tommy Brown ist er natürlich und sympathisch. Sein bodenständiger Stil harmoniert sehr gut mit Falks New Yorker Touch. Vielleicht wären bessere Schauspieler verfügbar gewesen, aber keiner hätte der Rolle das gleiche Maß an Glaubwürdigkeit verleihen können. […] Ganze Szenen wurden improvisiert oder entworfen, um einen sorgfältig ausgearbeiteten Spaß zu präsentieren, der die Handlung angeblich vorantreibt. Man vermutet, dass viele solcher Intermezzos eingefügt wurden, um die Episode auf zwei Stunden auszudehnen. Die Ergebnisse waren von wechselndem Erfolg gekrönt. Schwanengesang enthält ein gutes Beispiel für einen Treffer und einen Fehlschlag. Die Szene, in welcher der Leiter des Bestattungsinstituts Mr. Grindell […] versucht, Columbo eine Grabstätte zu verkaufen, ist geistreicher Klamauk. Das gegenteilige Extrem ist die Szene mit dem Colonel […], die gezwungen und schwerfällig wirkt.“